# スラムダンク (バスケットボール)

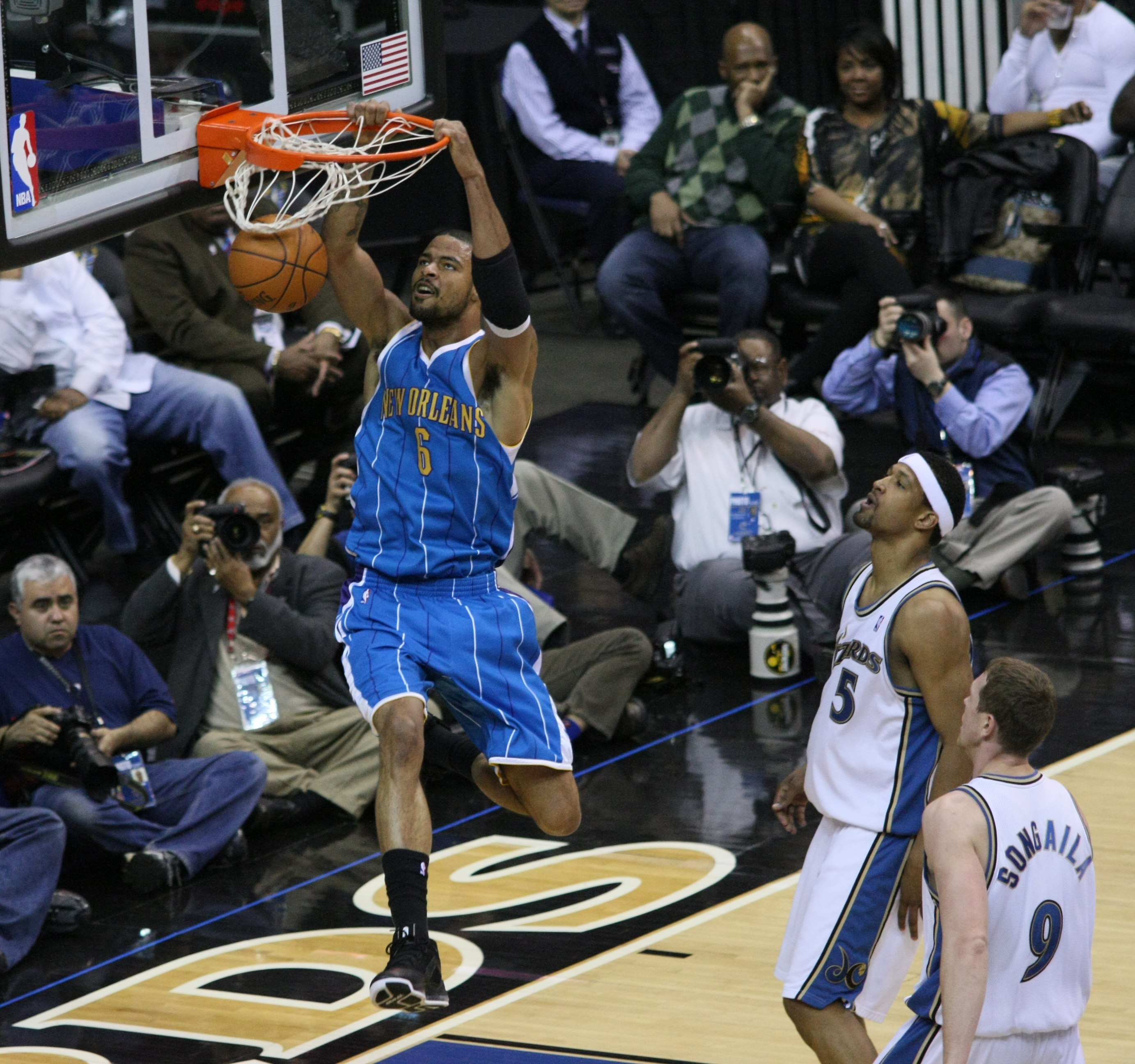
スラムダンク

スラムダンク（英語: slam dunk, dunk）単にダンクは、バスケットボールにおけるショットのひとつで、プレイヤーが跳躍してバスケットリングの高さより上までボールを運び、片手または両手でボールを直接バスケットに通して得点することを言う。ルール上はフィールドゴールの一種とみなされ、成功すると2点加算される。「スラムダンク」という用語は、NBA元ロサンゼルス・レイカーズのアナウンサーであるチック・ハーンの造語で、それ以前は「ダンクショット」として知られていた。なお、スラム（slam）は「強くたたきつける」、ダンク（dunk）は「物を液体中に浸す（特にアメリカ英語では、勢いよく中にぶち込むニュアンス）」を意味する言葉である。

## 概要

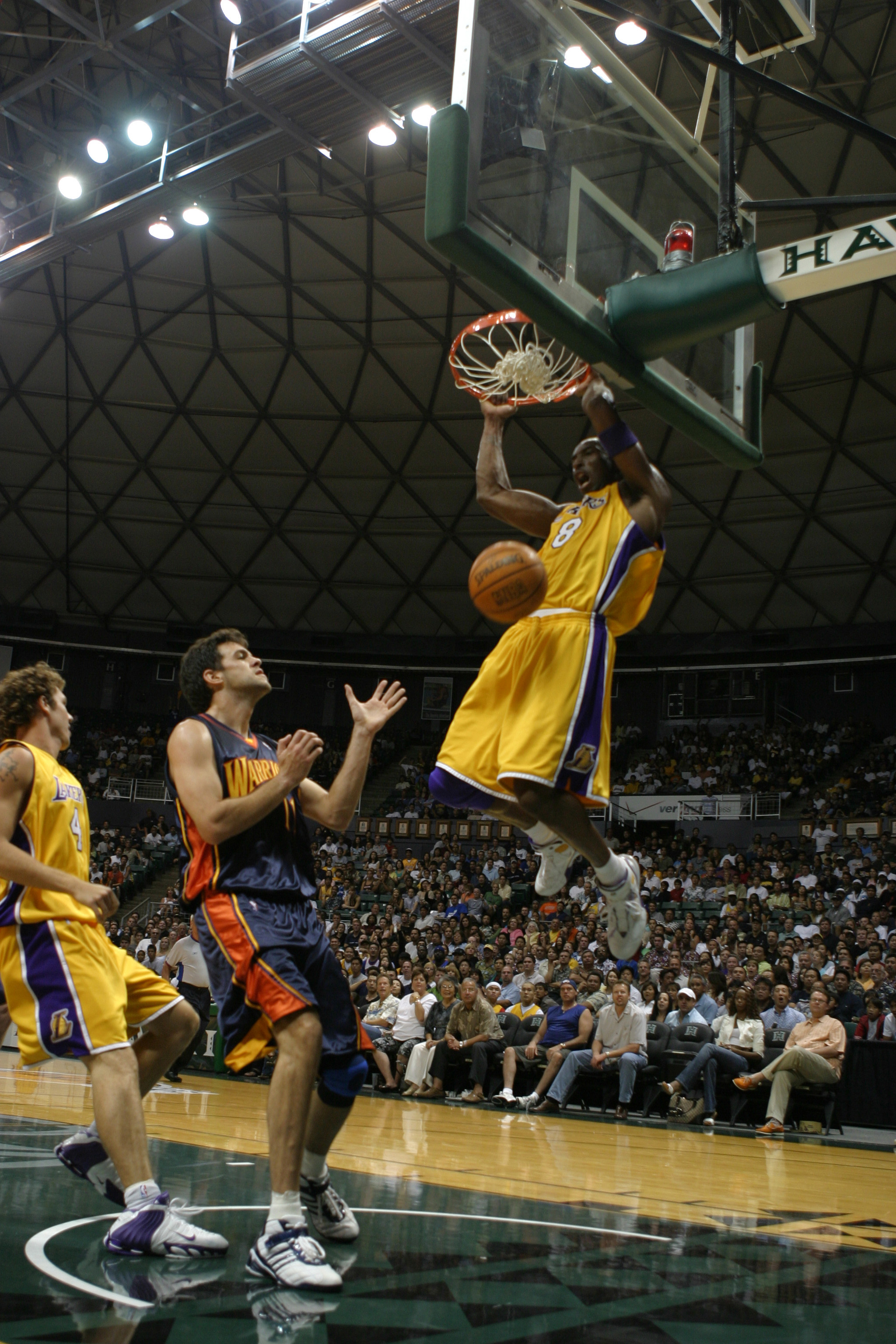
Kobe Bryant

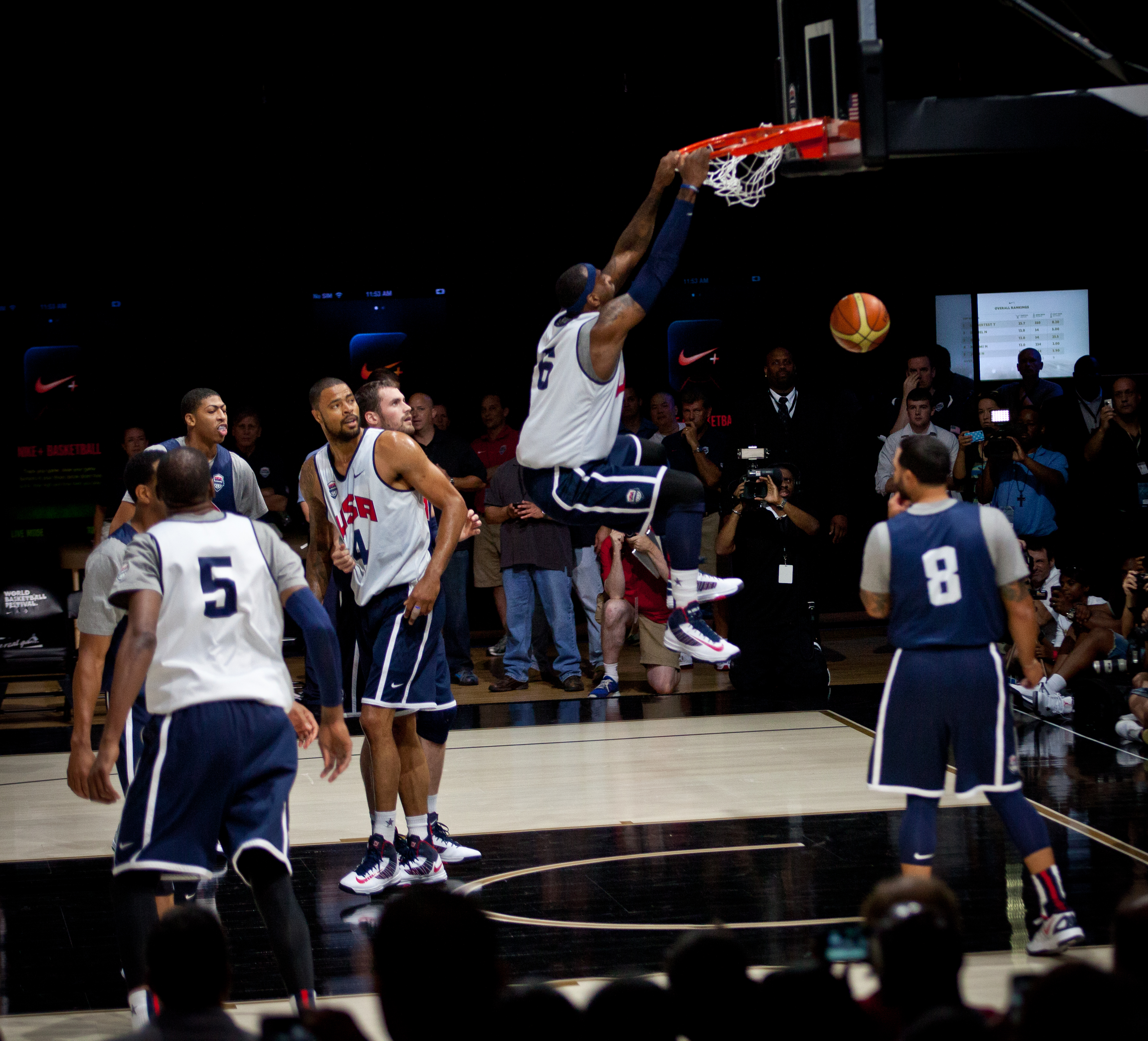
LeBron James 2012

スラムダンクは一般に最も確率の高いショットであり、観衆を沸かせるショットである。そのため、ダンクの実演はバスケットボール試合から抽出され、毎年のNBAオールスターウィークエンド期間中に開催されるNBAスラムダンクコンテストのように、スラムダンクの競技会として実施されることも多い。同ダンクコンテストの初開催は、1976年ABAオールスターゲームのハーフタイム中に行なわれた。
1967年から1976年まで、全米大学体育協会（NCAA）ではダンク行為が禁止されていた。多くの人々はこれを、当時大学にいた逸材ルー・アルシンダー（現在はカリーム・アブドゥル＝ジャバーとして有名）の優越性が原因だったと考えている。このダンク禁止規則はたまに「ルー・アルシンダー・ルール」とも言われる。多くの人々はまた、この禁止令には人種的な動機があるとも考えている、と言うのも当時は大学バスケットボールで著名なダンク選手の大半がアフリカ系アメリカ人であり、そして先発メンバーを全員黒人にしたテキサス・ウエスタン大学のチームが、全員白人のケンタッキー大学チームを破ってNCAA全国選手権で優勝（この逸話は『グローリー・ロード』で映画化された）してから、1年も経たずにダンク禁止が実施されたのである。
アメリカ英語では「スラムダンク」という言葉が、バスケットボール以外の意味でも「確実なこと（成果が保証されている、またはそう思えるほど達成できそうなこと）」を指す表現として、広く使われるようになっている。これは、他のショットに対してスラムダンクの成功蓋然性が高いことに関連している。さらに、「ダンクされた（be dunked on）」とは、相手がダンクしてくるのを（普通のショットだと思い込んで）防ごうとして失敗したことへの恥ずかしさに関連して、他人によって簡単に騙されて恥をかいたことを示す表現としてしばしば使われる。

## 発端
1940年代と50年代に、オリンピック金メダリストだった身長213cmのボブ・カーランドは定期的に試合中ダンクを行っていた。しかし守備側は、スラムダンクの実行を報復に値する個人的な侮辱と見なした。そのため守備側はしばしば攻撃側プレイヤーを威圧して、その動きを阻止した。サッチ・サンダース（当時ディフェンスで有名な選手）は次のように語っている。   

「昔は、[ディフェンス陣は]空中にいる相手の下に走りこんで（中略）試合から追い出し、プレイを阻止しようとしたものです。それは不文律でした」

それでも、1950年代後半から60年代初頭にかけて、ビル・ラッセルやウィルト・チェンバレンなどの選手は、その動きを自分たちの攻撃的な武器に組み込んだ。攻撃側プレイヤーが敵意を持って叩きつける（slam）という威嚇で、ディフェンス陣を積極的に怯えさせ始めたことで、ダンクはファンに好まれるようになった。1970年代を通じて、スラムダンクは標準的なものになった。デイヴィッド・トンプソン、ジュリアス・アービング、ダリル・ドーキンス、や他の選手たちが高い跳躍の動きで観衆を沸かせた。

## 種類
ダンクの種類は、バスケットへ向かう途中で行われた多彩な動きを反映している。それらは片手または両手の基本的な前向きのダンクに始まり、様々なレベルの運動能力と複雑さが加味される。個別のダンク種類は他の動きを追加することにより変更されうる。例えば、バックボードにボールをパスして、空中でキャッチし、ダブルポンプダンクをやってのけるプレイヤーは「バックボードでのセルフパス、ダブルポンプ」を完了したと言える。 

### ダブル・クラッチ
ジャンプする時に、ボールは片手か両手で保持され、空中にて一旦ボールが典型的には胸付近に持ち込まれる。プレイヤーは即座にボールを下方に押しやって腕を完全に伸ばし、ボールを腰の下に持ってくる。最後にボールを頭上に持ってきて、片手または両手でダンクを行う。ダブル・クラッチは一連の動作として行われる。運動能力の誇示として、ボールを腰下の位置でコンマ数秒以上保持すると、プレイヤーの滞空時間（跳躍能力）を披露できるかもしれない。
180°スピンや離陸時の体の角度による結果だとしても、一般にダブル・クラッチはバスケットリングに向かうプレイヤーの後ろ側で行われる。この位置付けはむしろダブル・クラッチの動作に貢献するが、スパッド・ウェブはバスケットに対面する形でこのダンクを行うことが知られていた。さらに、ケニー・ウォーカー、トレイシー・マグレディ（それぞれ1989年と2000年のNBAコンテスト）らはダブルクラッチと360°（1回転スピン）のバリエーションを披露した。2007年頃に、独立系のスラムダンク競技者T-Dubが540°スピンでのダブルクラッチを行い、最後でリングにぶら下がるという技を見せた。

### トマホーク

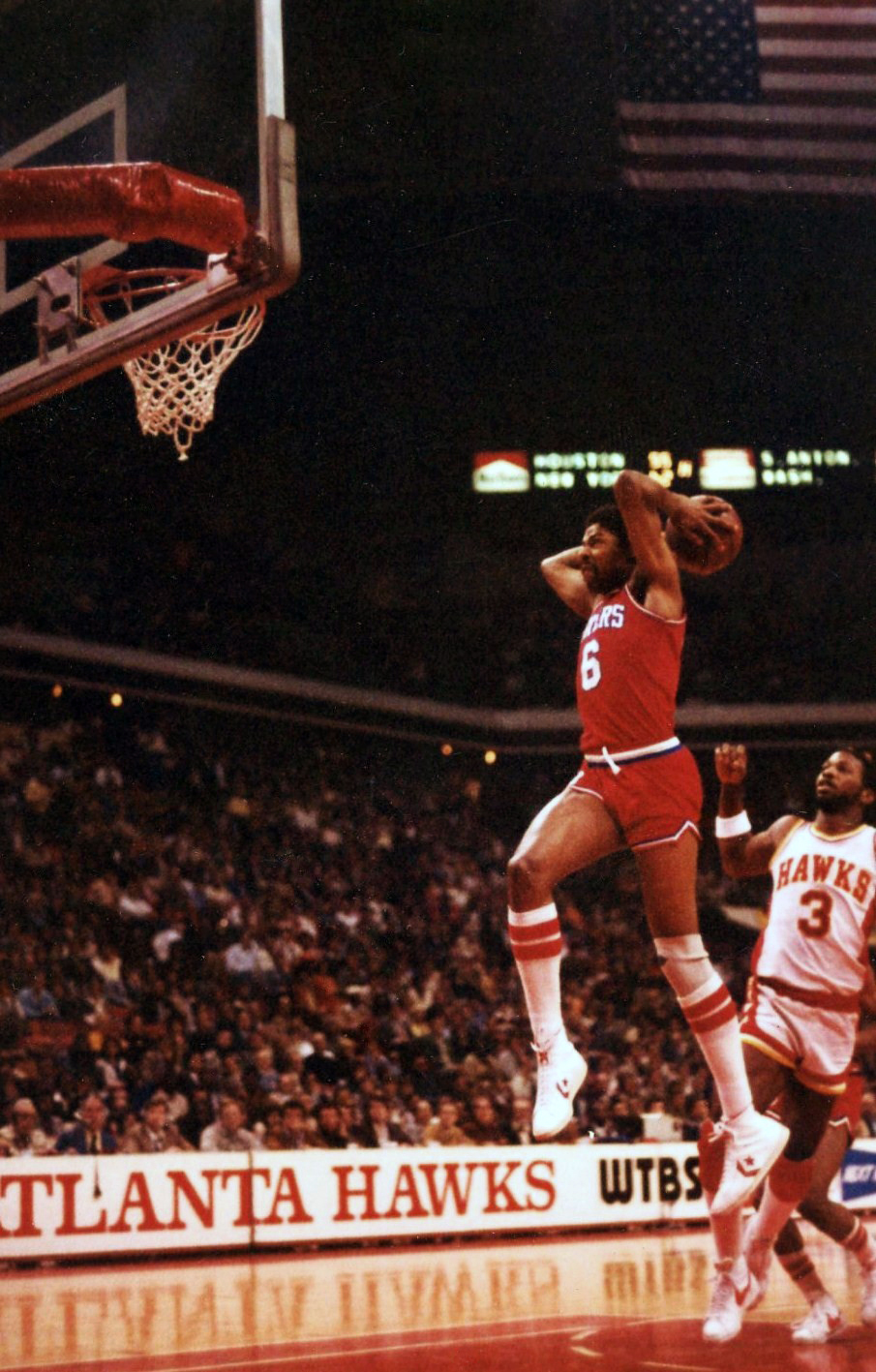
1981年にジュリアス・アービングが実演した「バックスクラッチャー」のトマホーク・ダンク。

トマホーク・ダンクは片手または両手で行うことができ、両手を使う場合は「バックスクラッチャー（訳:背中を掻く人）」と呼ばれる。ジャンプ中、ボールは上に掲げられ、ジャンプの頂点でボールをネットに叩き込む前にしばしば頭の後ろへ振りかぶって行う。実行に必要となる身体機能がさほどきつくないため、トマホークは体格を問わず跳躍能力があるプレイヤーに採用されている。両手を使うことでボールの安全性が確保されるため、両手でのトマホークは ゲーム形式での定番であり、アリウープ（後述）やオフェンスリバウンドでのプットバック・ダンクでよく使われる。
一般的なバリエーションとしては、トマホークの前またはトマホークをやりながらの360°スピンが挙げられる。2009年頃に、独立系のスラムダンク競技者Troy McCrayが特に複雑なダンクのバリエーションの先駆けとなった。一旦トマホークの動きを完了させたら、ボールをリングに叩きつける代わりに、そこからウインドミル（後述）ダンクを行うものもある。
両手でのバックスクラッチャーは、バスケットゴールに甚大な衝撃力を与えることにもなる。1979年、ダリル・ドーキンスはトマホークダンクでNBAのバックボードを2回粉砕し、直ちにルールが改正されて攻撃側がバックボードを壊すのは違反とされた。そうしたダンクの衝撃や選手達の重みに耐えられるよう、ブレイクアウェイ・リムやバックボードに使用される素材の変更、ゴールスタンド自体の強化など、科学技術による強化適応が行われている。

### ウインドミル
跳躍前またはジャンプ開始時にボールを下腹部に運び、それからプレイヤーがいっぱいに伸ばした腕で腰下のボールを振り上げることで「ウインドミル（訳:風車）」の動きが始まる。伸ばした腕の回転に従って、ボールは円運動（通常だと前から後へ）を描きつつ上に運ばれ、そこからリングへと叩き込まれる。回す勢いのために、多くのプレイヤーはウインドミルの動き中にずっとボールを手の平で掴んでいられないのだが、向心力がプレイヤーのダンクする片手とボールとを誘導してくれるので、このダンクはしばしば片手で完了される。一部の例では粘着性の樹脂や粉末を手の平につけてもいいとされ、これらが把持を改善してボールの所持こぼれを防止すると考えられる。プレイヤー間でのウインドミル方向の微妙な違いは、利き手に関連した跳躍時の体勢やジャンプ様式（片足か両足か）によるものである。
ウインドミルにはいくつかのバリエーションがあり、最も一般的なのは前述の片手または両手の変種である。これらの場合、ウインドミルの動きは先ほど述べた片腕のテクニックを用いて実行され、片手または両手で終了する、もしくはプレイヤーが両手でボールを持ってウインドミルの動きを行い、片手または両手で終了する。さらに、ボールは手と前腕との間で（一般的には利き腕で、手を折り返すようにして）留めても構わない。「カフ留め（cuffed） 」と呼ばれるこのテクニックは、より良いボールの安全性を提供し、より速いウインドミルの動きを可能にするとともに片手でも両手でもフィニッシュにおけるバスケットに与える力を高めることができる。このカフ留め技法を使うことで、プレイヤーは前側に振り上げるウインドミルの動きをする機会も与えられ、フランスの競技者Kadour Zianiが彼のトレードマークであるダブル・ウインドミルを開発した時にこのテクニックが活用された。   
たまに試合形式でも、アリウープを経由してのウインドミルが実演されるが、必要とされる滞空時間のためオフェンスリバウンドでのプットバック・ダンクで見られることは稀である。ドミニク・ウィルキンスは試合でもコンテストでも、パワフルなウインドミル（それには両手、セルフパス、360°、リング掴み、およびそれらの組み合わせバリエーションも含まれる）を実演して一般に広めた。

### ビトゥイン・ザ・レッグズ
片足踏み切りでジャンプする人は、その直前か跳躍時にボールは一般的に利き手とは逆の手に渡しておく（両足ジャンプの場合、ボールを落とさないよう両手でボールを保持するので、この移行はコンマ数秒遅れることが多い）。飛び上がった空中で、プレイヤーは一般に上げた片脚の下側でボールを利き手へと移す。最後に、ボールは利き手で上方に持ち上げられ、バスケットリングを突き通る。日本ではこれを「レッグスルー」との造語で呼ぶのが通例である。  
ビトゥイン・ザ・レッグズのダンクは、1994年のNBAスラムダンクコンテストでアイザイア・ライダーによって人気を集めたこともあり 、技自体はその10年前のNBAコンテストでオーランド・ウールリッジが独自に行ったダンクにもかかわらず、俗に「ライダーダンク」と呼ばれることも多い。それ以来、この技はNBAコンテストで多くの参加者によって試みられており、他のコンテストでも定番となっている。要求される手と目の調整、柔軟性、滞空時間によるその難度から、ビトゥイン・ザ・レッグズは競り合いの激しい試合用ではなく、一般的にエキシビジョンやコンテストのためにある。 リッキー・デイビス はこのダンクをNBAの試合で何とかやり遂げたが、彼とジョシュ・スミスは試合中にやろうとして少なくとも1回は失敗している。
開始やフィニッシュにおける手や上げる脚の組み合わせにより、基本のビトゥイン・ザ・レッグには多くのバリエーションがあり、他のどれよりも多い。例えば、1997年フランスのダンクコンテストで、Dali Taamallahは左手でボールを持って右足で跳躍し、滞空中のダンク完了前に左手のボールを右足の下側で右手に移した。NBAのジェイソン・リチャードソンは、自分自身へのロブパス（山なり軌道のパス）やバックボードを使うセルフパスなど、いくつかの有名なビトゥイン・ザ・レッグズのバリエーションを開拓している。独立系競技者のShane 'Slam' Wiseは、ボールのカフ留めで脚の下を移行しての両手ダンクを紹介した。多くの選手が片手または両手での背面ダンクで終えるものの、恐らくこのダンクの最も有名な変種は360°スピンとの組み合わせで、「360（スリーシックスティ）ビトゥイン・ザ・レッグズ」と呼ばれている。運動能力と滞空時間が必要なため、このダンクは観衆に好まれ、全ダンクの頂点としてプレイヤーに称賛されている。

### エルボー・ハング
プレイヤーはバスケットに近づいて、一般的なダンクをするように跳躍した後、単に片手か両手でダンクする代わりに、前腕をバスケットに通して、肘をリングに掛けて短時間ぶら下がってみせる。このダンクは2000年のNBA スラムダンクコンテストでヴィンス・カーターによって披露されたが、その2年前にコービー・ブライアントがフィリピンでのエキシビジョンにて行ったものが撮影されている。このダンクは他にも「ハニー・ディップ」「クッキー・ジャー」「エルボー・フック」などの名で呼ばれている。
2011年のNBAコンテストでは、ブレイク・グリフィンがバックボードを使った自己パスをしてからのエルボー・ハングを成功させた。他にも、山なりのセルフパス、腋の下でぶら下がる 、ウインドミル 、人を飛び越えるなどさまざまなバリエーションのエルボー・ハングが行われている。最も注目すべきものは、2012年7月時点でまだ真似する者のいない、次の2つのバリエーションである。2008年、カナダの競技選手ジャスティン・ダーリントンは、プレイヤーが両方の前腕をリングを挿入して両肘でぶら下がる「ダブル・エルボー・ハング」を披露した。2009年、フランスの競技選手Guy Dupuyは、ビトゥイン・ザ・レッグズからのエルボー・ハングをする能力があることを動画で見せたが、肘でリングにぶら下がることをしなかった（おそらくは最初の試行で肘を痛めたため）。

## ダンク変更因子
この節では、適用時に与えられたダンク種類を変更する動作について説明する。変更因子の動作は、跳躍前または空中において発生する。跳躍前なら、アプローチ（例えば、歩行または停止）、アプローチの角度、バスケットからの跳躍距離（例えば、ベースラインからの）、パスの付随（例えば、アリウープ） またはそれら幾つかの組み合わせを含める。空中では、体の回転（例えば、360°）、自らの視力の妨害（例えば、腕で目隠し）、ダンク種類に余分な身体の動き（例えば、自発的な脚の蹴り）、またはそれらの組み合わせによる。ダンク種類は、跳躍前と空中の両方の活動に影響を及ぼす障害物（例えば、自動車や人を跳び越す）で変更することもありうる。
変更因子はダンクゲーム内特有のもので、ポイントを獲得する手段として成功したダンクに付けられるものである。ダンク種類は変更されるとより難しくなるため、変更因子はスラムダンクコンテストの等級付けにおいて重要である（すなわち、変更されたダンクの成功実施はコンテストにおいて表面的な高得点をもたらす）。 
分類目的のためには重要な区別だが、以下説明する変更因子はしばしば一般用語にてダンクの種類とみなされる。 この誤解はおそらく、変更因子が観察者の視点からダンクの最も目立つ要素であることに起因している。 しかしながら、いずれのダンク変更因子も成功したダンク（最も基本的なダンク種類だとしても）である必要がある。

### アリウープ
アリウープのダンクとは、口語でも知られているが、空中でパスを受け取ってそのままダンクする（着地する前に）ことを言う。スラムダンクへのアリウープ適用は、試合とコンテストの両方で行われる。試合においては、試合時間やショットクロックにほんの数秒が残っている時、インバウンドパスでのアリウープが試されたりする、なぜならインバウンドプレイヤーがボールに接触するまで、どちらの時計もカウントダウンを再開しないからである。右の画像は1/5秒間（のプレイ）を示したものである。

### ベースライン・ダンク
ベースラインダンクは、プレイヤーがコートの境界（バックボードと平行に伸びているベースライン）に沿ってバスケットに近づく形となる、全てのダンク種類のアプローチ変更因子である。試合形式だと、このダンクはパスの結果として頻繁に起こり、味方選手のアシストに貢献する。コンテストだと、ベースラインのアプローチは特定のダンク（例えばバックボードの正面や側面でのバウンドパス）を容易にする利便性の手段として、またはより高いスコアを望めるダンク種類の難易度を高めるために使われることがある。

### 遠距離から
これは、典型的と見なされるよりもかなりバスケットから離れた所からプレイヤーが跳躍するダンクである。 フリースローラインがこの跳躍地点として最も一般的なものとなっており、それはテレビ視聴者の視点でラインとバスケット間の間隔が容易に観察できることによる影響の可能性が高い。要求される滞空時間および高度に到達するため、プレイヤーは通常コート半面の助走から生まれた勢い（このダンクを完了するのにしばしば必要）を最大限使うべく、片足で踏み切って跳躍する。ダンクコンテストに不可欠である遠距離からのダンクは試合中でも実演され、その大半は速攻で起こる。

#### フリースローライン
1950年代、ジム・ポラードとウィルト・チェンバレンは2人とも、バスケットから15フィート（約4.6m）離れたフリースローラインからダンクしていた。チェンバレンはフリースローサークル内から前進して、助走なしにフリースローラインからダンクすることができた。このことが1956年のNCAA規則改定「フリースローを行う時は両足をラインの後ろに維持すること」の要因となった。
- 1976年のABAスラムダンクコンテストで、ジュリアス・アービングがフリースローラインから跳躍してのダンク（ライン上をかかとで踏む）を行い、それ以来フリースローライン・ダンクが一般に広まったとされている。
- 1988年のNBA スラムダンクコンテストで、マイケル・ジョーダンがアービングと同じようにフリースローラインから跳躍してダンクしたが、両脚を別々に（宙を駆けるように）したことで彼のダンクはアービングよりも革命的なものとなった。
- 1990年のNBA スラムダンクコンテストで、スコッティ・ピッペンがフリースローラインからダンクした。このダンクで第1ラウンドに50点中47点のスコアを獲得した。しかしピッペンは次のラウンドに進まなかった（同コンテスト優勝者はドミニク・ウィルキンス）。
- 1996年のNBA スラムダンクコンテストで、ブレント・バリーがフリースローラインからダンクした。このダンクでバリーは49点（50点中）のスコアを獲得した[36]。
- 2011年のNBA スラムダンクコンテストで、サージ・イバーカがフリースローラインの後ろからダンクし、このダンクで45点を獲得、4位で終わった。
- 2016年、オーストラリアのバスケットボールリーグで行われたスラムダンクコンテストでは、18歳のアメリカ人（輸入）選手テレンス・ファーガソン（英語版）がまさにフリースローライン上からダンクした[37]。
- 2016年のNBA スラムダンクコンテストで、ザック・ラヴィーンは3パターン（片手、ウインドミル、ビトゥイン・ザ・レッグズ）でフリースローラインからダンクした。全てのダンクが50点を獲得し、同コンテストで優勝した。

#### その他
遠距離からのダンクは他にも様々な例がある。2006年のNCAAスラムダンクコンテストで、ジェームズ・ホワイトはファウルライン（フリースローラインの左右延長線）ダンクでのトマホークとウインドミルというバリエーションを成功させた 。同コンテストでビトゥイン・ザ・レッグズは成し遂げられなかったが、別の機会でそれを達成したことが知られている。
2008年のNBA スラムダンクコンテストで、ジャマリオ・ムーンがファウルラインから跳躍して、利き手とは逆側の手でチームメイトからのパスを受け取ってダンクした。
独立系（187cm）北米の競技選手エリック・ビショップは、「ペイントジョブ」と題されたダンクを紹介した。この題名は、フリースローレーンが「ペイント」エリアとしても知られていることに関連したものである。彼はランニングドリブルでベースラインに沿って接近し、エリア境界にて片足踏切りでジャンプ、片手でダンクするとさらに滑空し、跳んだのとは反対側16フィート（約4.8ｍ）先の境界線を越えて着地した。

### 障害物
プレイヤーはバスケットと障害物に近づいて跳躍し、空中でプレイヤーの身体が障害物の上を超える。脚やその一部を空中に上げて、障害物の上を舞い上がることもある。他の例では足を開いて胴体が上を飛び越える。一般的な障害物には、自動車、 屈んでいるか座っている人、または立っている人、ボール入れ、または他の利用可能な物体がある。
恐らく、最も人気のある障害物変更因子のダンクは「ダブル＝アップ」である。先駆者となった米国ミネソタ州出身のダンク競技者T-Dubのエポニムであるダブル＝アップは、バスケットの前に立ってボールを頭の上で持っている人物から始まる。プレイヤーは接近して跳躍、頭の上まで鼠径部が舞い上がると、直立した人を跨いで超える。その人を跳び越す前にプレイヤーは（その人が頭上に置いていた）ボールを片手または両手で持って、上げた脚の下でそれを利き手に移し、ボール保持者を飛び越え、ボールをバスケットリングの高さより上に掲げて、最後にそれをバスケットに通して下方へ送る。
ダブル＝アップはビトゥイン・ザ・レッグズダンクの模倣だが、ケニー・ダブスとジャスティン・ダーリントンはどちらもアンダー・ボウス・レッグスの変種を演じている。
注目に値する他の障害物ダンク。Haneef Munirの演じたダブル＝アップは、まず右手でダンクすると、左手で第2のボールを取ってダンクした。ジョーダン・キルガノンが先駆けとなった、非規制リングにおけるダンクはまだ複製されていない。カナダの競技者ジョーダン・キルガノンは、ボールを頭の上に置いて立っている人にベースラインから接近した。キルガノンは跳躍し、胴の正面でボールを持って、ボールをリングの中に入れる前、ボールをリングの水平面より上に持ち上げた。そして両肘を掛けてリングにぶら下がった。

## 有効性
2015年に、スラムダンクを含むさまざまなショット種類の有効性を示す調査が実施された。5つの異なるレベルのバスケットボール（NBA、ユーロバスケット、スロベニア1部、2つのマイナーリーグ）でこの調査が実施された。同研究では、全体としてスラムダンクはバスケットボールの試合で非常に効果的な得点方法であることが示され、特にNBAでは顕著で、この研究でダンクの割合が最も高かった。

## 有名なダンク
- 1950年代、ウィルト・チェンバレンは実験用に設置された12フィート（高さ約360cm、通常より約55cm高い）のバスケットリングでダンクを行ったことが知られている。[34]
- マイケル・ウィルソン（英語版）が2000年4月1日の試合で行ったアリウープ[要出典]。
- 2000年の夏季オリンピックで、ヴィンス・カーターが2.18mあるフランスのセンター、フレデリック・ワイスを飛び越えてダンクした。フランスのメディアは「死のダンク（le dunk de la mort）」と報じた。
- 少なくとも1人のプレイヤーは720°（セブン・トゥエンティ、空中で2回転ターン）ダンクを行っている。ストリートボールではAir Up Thereの異名で知られるタウリアン・フォンテネット（英語版）がその達成者である[45]。

### NBAスラムダンクコンテストにて
毎年のNBAスラムダンクコンテストでは、いくつかの有名かつ注目すべきダンクが参加者たちによって披露されている。
- 1986年のコンテストで、身長170ｃｍのスパッド・ウェブが同203cmのドミニク・ウィルキンスを破って優勝した[46]。
- マイケル・ジョーダンは、一部のファンに「Leaner（傾いてる）」とも呼ばれるダンクを有名にした。このダンクがそう呼ばれる理由は、ダンクを実行している間ジョーダンの身体が地面に対して垂直ではなかったためである。TNT視聴者はそれをヴィンス・カーターのビトゥイン・ザ・レッグズを超えた「史上最高のダンク」と評価した[要出典]。
- ヴィンス・カーターは2000年のコンテストで、リバース360ウインドミル[注釈 7]、ビトゥイン・ザ・レッグズ、エルボー・ハングを使った[47]。誰もこんなダンクを見たことが無く、実演されたときに、審査員も含め観衆の多くが言葉を失った（カーターのスピン回転は時計回りで、1989年に披露されたケニー・ウォーカーの360ウィンドミルは反時計）。
- 2008年のコンテストで、ドワイト・ハワードは肩にケープ（実際は他チームのユニフォーム）を結んで彼の愛称であるスーパーマンの衣装となり、「スーパーマン」ダンクを実演した。ネルソン選手がアリウープした際に、ハワードがフリースローサークルラインから飛び込んでそのボールを掴み、投げてリングに通した。このダンクには幾分議論の余地がある、というのも彼の手はリング位置を超えなかったのだ。一部の人は、ボールがバスケットの中に下向きに押し込まれたのでダンクの基本的な定義を満たしており、事実上のダンクと見なされるべきだと主張している。
- 2009年のコンテストで、ハワードは別のゴールをコート内に持ち込み、そのバスケットリングは標準ゴールよりだいぶ高かった。 ハワードは、1950年代の電話機ブースに入って再びスーパーマンの衣装になった後、ネルソンからのパスを受け取り、より高いゴールで両手ダンクを簡単に成し遂げた。これは記録作りの目的で行われたものではなかったが、このダンクは物語性で満点スコアおよび観衆からの暖かい反応を貰った。また、このコンテストでは177cmのネイト・ロビンソンが緑の衣装を着てクリプトナイトを表現し、緑色の「クリプトナイト」ボールを使い、183cmのハワードを飛び越えてダンクした。このダンクと物語性は、ロビンソンにとって同コンテストの勝利をもたらし、NBAのファン投票によって彼は優勝者に選ばれた。ロビンソンは、彼を飛び越えるダンクを寛大にも許してくれたハワードに感謝し、万雷の拍手をハワードに贈るよう観客たちにお願いした。
- ジャベール・マギーは現在、単独ジャンプでの最多ダンク世界記録を保持している。2011年のコンテストで、マギーは2つのボールを所持して飛びあがり、それぞれをダンクすると、チームメイトからのパスも受け取ってアリウープを叩き込んだ[48]。

### バックボード破壊
詳細はバックボード粉砕を参照。
過去には、プレイヤーがバスケットボールをダンクしてリングを激しく引き下げ、リング周辺にあるバックボードのガラスを叩き割ったり、時にはバックボード全体が粉砕したり、ゴールスタンド自体が壊れてしまう可能性があった。補強されたバックボードとブレイクアウェイ・リムが、大学やプロレベルでこれを最小限に留めているが、依然としてより低いレベルで発生する。
ガス・ジョンソンはNBAで最初に有名になったバックボード破壊者で、1960年代から70年代にかけての現役時代に3度叩き割っている。オールスター選手のルーシャス・ジャクソンもまた、1968年にバックボードを叩き割った。
「フィラデルフィアの剛健なルーク・ジャクソンが、ダンクショットを行ってバスケットにぶら下がった時にリングを係留部からもぎ取ってガラス製バックボードを叩き割ってしまい、試合が30分近く遅れることになった。」
1979年、ダリル・ドーキンスは2回バックボードを叩き割ったため有名（悪い意味で）で、結果としてリーグは彼に罰金を科すと脅し、最終的にはブレイクアウェイ・リムを導入することになった。シャキール・オニールは新人時代（1992-93）の試合中に2回非常に激しいダンクをして、1度はゴールスタンドの水力重りを壊し、別のゴールスタンドでは溶接部を壊してバスケットを床に落下させた、ただしどちらの場合もガラスは割れなかった。これがバックボードの支持体も強化させることにつながった。同じシーズン中にクリス・モリスは対シカゴ・ブルズの試合でバックボードを叩き割った（NBAにおける現時点で最新のバックコード破壊事象）。NBAは、バックボード破壊をテクニカルファウルとした。次回出場停止を引き出すことができるプレイヤーカウントの7回や試合退場の2回にはカウントされないが、パーソナル・ファウル6回にはカウントされる。これは、チームポイントを消費する可能性があるので、同行為を抑止するための手助けとなった。
ABAでは、1970年11月6日にチャーリー・ヘンツが同じ試合で2回バックボードを破壊し、コールドゲーム（その時点で試合打ち切り）となった。
NCAAでは、ジェローム・レーンが1988年レギュラーシーズンの試合中にバックボードを破壊し、ダービン・ハムは1996年に同じことをした。
プレミア・バスケットボール・リーグ（PBL）では、バックボードを破壊されてしまったスラムダンクが2つある。2008年と2009年のどちらもPBL決勝で起きており、両方ともサミー・モンローがやってしまった。

## 女性によるダンク

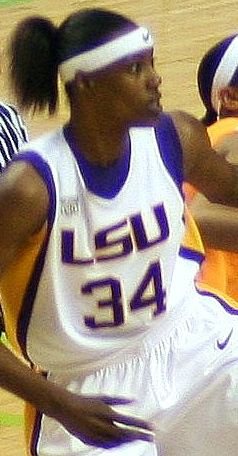
シルビア・ファウルスは、WNBAの試合中にダンクを決める5選手のうちの1人

男性の試合と比べて、女性のバスケットボールではダンクはあまり一般的ではない。練習セッションだとダンクがもう少し一般的だが、負傷や得点失敗のリスクがあるため、多くのコーチは対戦試合でのダンクに反対している。
1978年、コーテ・ヒックス（Cardte Hicks）はプロの試合で、オランダでの男性プロの試合中にダンクを決めた最初の女性になった。
1984年、ウェストバージニア大学でプレイした身長201cmのジョージアン・ウェルズは、12月21日の対チャールストン大学との試合で、女性の大学試合においてスラムダンクの得点をした最初の女性となった。
2014年までに、WNBAの試合で11回のダンクが得点を決めている。最初と2番目はリサ・レスリーで、2002年7月30日と2005年7月9日にダンクを決めている。他のWNBAのダンクはミシェル・スノー、キャンデース・パーカー（2回）、 シルビア・ファウルスによるものである。
WNBAダンクの最多記録はブリトニー・グライナーが持っている。高校時代に彼女は32試合で52回のダンクを行い、1試合でダンク7回という記録を作った。ベイラー大学で頭角を現したグライナーは、女性の大学バスケットボール試合でダンクする7人目の選手となり、大学のゲーム1試合中に2回ダンクする2番目の選手になった。2013年5月27日のWNBAデビューで、グリナーは2度ダンクし、2014年にはプレーオフ試合の第1戦（2014年8月25日）を含め5つのWNBAダンクを決めた。
2012年ロンドンオリンピックでは、オーストラリア代表のエリザベス・キャンベージがオリンピック大会で最初にダンクした女性になった（対ロシア戦）。

### ダンクコンテストでの女性
2004年、高校のシニアとして、キャンデース・パーカーはマクドナルズ・オールアメリカン・ゲームに参加するよう招待され、その祭典に同行し、そこで競ったスラム・ダンクコンテストで優勝した。 次の年から、他の女性がコンテストに参加した（とはいえ、マヤ・ムーアほか有力な女子選手が同コンテストに参加できないこともあった ）。ブリトニー・グリナーは2009年の同コンテストに参加しようとしたが、彼女の高校の出席政策のためにイベントに参加できなかった。2012年のコンテストでは3人の女子選手が出場したが、うち2人はダンクを決めることに失敗、ブレアナ・ステュアート（191cm）は第1ラウンドで2位になったが、最終ラウンドの2回目の試技で失敗した。

## 表現としての使用
様々なスポーツ慣用句の一つとして、「スラムダンク」はバスケットボール以外だと、特定の成果や成功を保証されているもの（「確かなもの」）を指す表現として、口語でよく使用される。